# Rozsnyai Zoltán
Rozsnyai Zoltán (Budapest, 1926. január 29. – San Diego, Kalifornia, 1990. szeptember 10.) magyar származású karmester és zenei igazgató volt.
Budapesten született. Tízéves korában koncertzongoristaként lépett fel, és később a Liszt Ferenc Zeneakadémia egyik legfiatalabb hallgatója lett. Mesterei többek közt Kodály Zoltán, Bartók Béla, Dohnányi Ernő és Ferencsik János voltak. A diploma elnyerése után, 24 évesen, kinevezték a Debreceni Opera karmesterének.
1954-ben a Magyar Állami Hangversenyzenekar karmestere lett. 1956 májusában a római nemzetközi karmesterverseny második díját nyerte el, amire meghívták Rómába a Santa Cecilia zenekart dirigálni. Ebben az időben készült számos lemezfelvételének egyike (MHV), amin a Magyar Állami Hangversenyzenekar élén Cziffra Györgyöt kíséri Grieg zongoraversenyében és Gershwin Kék Rapszódiájában.
A forradalom alatt a Magyar Rádió zeneigazgatását ajánlották fel neki, ezért a forradalom leverése után, 1956. november 29-én Rozsnyai feleségével és kislányával menekülni kényszerült. Bécsben azonnal hozzáfogott egy menekült zenészekből álló zenekar szervezéséhez, mely 1957 elejétől Philharmonia Hungarica néven vált világhírűvé. Doráti Antal, a Rockefeller és a Ford Alapítványok támogatásával a zenekar 1959-ben az Egyesült Államokban turnézott. A zenekar kritikai fogadtatása igen kedvező volt.
1961-ben Rozsnyai az Egyesült Államokban telepedett le. 1962-ben a New York Philharmonic zenekar asszisztens karmestere lett Leonard Bernstein mellett. 1963-ban a Cleveland Philharmonic Orchestra zenei igazgatója lett, és a következő évben a New York állambeli Utica Symphony Orchestra zenei igazgatását is elvállalta.
1967-ben Rozsnyait több mint 130 jelentkező közül kiválasztották a kaliforniai San Diego Symphony zenei igazgatójának. Vezetése alatt a zenekar első lemezfelvételét a Vox lemezvállalat számára készítette. Számos egyéb lemezfelvétele közül még a Columbia Masterworks-nek készített Columbia Symphony Orchestra felvételét kell kiemelni. Utóbbi több kompozícióját, különösen filmzenét és reklámfilmhez írt művét örökítette meg.
1982-ben, a Világkiállítás alkalmából, a Tennessee állambeli Knoxville szimfonikus zenekarát építette fel, majd 1987-ben, ismét San Diegóban, megalapította az International Orchestra of San Diego-t. Ez a nemzetközi zenekar tehetséges fiatal, de már nemzetközi tapasztalatot szerzett muzsikusokból állt. Lemezfelvételeik közül legnevezetesebb Haydn Évszakok c. műve.
Rozsnyai Zoltán 1990-ben szívroham következtében hunyt el.